# Пембері
Пембері (англ. Pembury) — велике село в графстві Кент, на південному сході Англії, з населенням 6128 осіб за переписом 2011 року. Воно розташоване на північний схід від Роял-Танбридж-Веллс. Центр села, включаючи сільську галявину і район Хай-стріт, є природоохоронною зоною.

## Історія
Поселення в Пембері майже напевно виникло ще до норманського завоювання, оскільки сільська церква Святого Петра походить з норманськіх часів. Вважається, що вона була побудована на початку 12-го або наприкінці 11-го століття, хоча найранішою датою з упевненістю є 1337 рік, коли Джон Калпепер з Бейхолла провів будівельні роботи церкви.